# Савельев, Константин Алексеевич
Константи́н Алексе́евич Саве́льев (26 июля 1902, Костромской уезд, Костромская губерния — 17 февраля 1962, Костромской район, Костромская область) — скотник-пастух колхоза «Пятилетка» Костромского района, Герой Социалистического Труда (1949).

## Биография
Родился 26 июля 1902 года в деревне Палачево. Окончил три класса школы. Работал штукатуром в Петрограде (Ленинграде) (1915-1930), бригадиром полеводческой бригады в колхозе «Красный Октябрь» (1931-1932) и скотником-пастухом в колхозе «Пятилетка» в своей родной деревне. Участвовал в боях Великой Отечественной войны, был тяжело ранен. В послевоенное время продолжал работать скотником-пастухом.
Указом Президиума Верховного Совета СССР от 4 июля 1949 года за «получение высокой продуктивности животноводства в 1948 году Савельев Константин Алексеевич, получивший от 24 коров по 5144 килограмма молока с содержанием 197 килограммов молочного жира в среднем от коровы за год» был удостоен звания Героя Социалистического Труда с вручением ордена Ленина и золотой медали «Серп и Молот».
В следующем году за получение от группы из 32 коров по 5067 килограммов молока с содержанием 199 килограммов молочного жира в среднем на корову награждён вторым орденом Ленина (16.08.1950).
Многократно участвовал в ВСХВ.
С 1959 года — на пенсии. Умер в деревне Палачево 17 февраля 1962 года, похоронен в деревне Петрилово Костромской области.

## Награды
- Медаль «За отвагу» (6.11.1947)[5]
- медаль «За победу над Германией в Великой Отечественной войне 1941-1945 гг.»
- Герой Социалистического Труда (орден Ленина и медаль «Серп и Молот», 4.7.1949)
- орден Ленина (16.8.1950)
- малая серебряная медаль ВСХВ (1954, 1958)[4].

## Комментарии
1. ↑  Деревня Палачёво[2], относившаяся к Костромскому уезду, после создания водохранилища была переименована в д. Разлив[3]; не сохранилась; ныне — территория Костромского района Костромской области.